# Leucocelis intermedia
Leucocelis intermedia är en skalbaggsart som beskrevs av Franz Antoine 1987. Leucocelis intermedia ingår i släktet Leucocelis och familjen Cetoniidae. Inga underarter finns listade i Catalogue of Life.